# Балеаж
Балеаж е термин, използван във фризьорството, представляващ техника за оцветяване на косата. Използва се и наименованието кичури тип балеаж, а изписването на български език на думата може да се срещане и като балеяж.
Техниката се появява в Париж през 1970 година, но истинска популярност добива в САЩ през 90-те години. Характерното е, че с нейна помощ се постига резултат на естествено изглеждащи кичури, чието израстване се прелива с появилия се корен, без да очертава рязка и неестетична граница. Приложима е на дълга и на къса коса. Може да бъде извършена както със силно изрусяващи материали, така и с цвят, близък до текущия на косата. Изпълнението на процедурата изисква добро око и стабилна ръка. Допуснати грешки при изпълнението ѝ трудно биха могли да бъдат поправени.